# Липки (Рівненський район)
Ли́пки — село в Україні, у Гощанській селищній громаді Рівненського району Рівненської області. Населення становить 499 осіб.

## Історія
У 1906 році село Межиріцької волості Рівненського повіту Волинської губернії. Відстань від повітового міста 40 верст, від волості 5. Дворів 171, мешканців 1087.
24 кілометри від залізничної станції Любомирка. Колишній сільській раді (до реформи децентралізації в Україні) підпорядковані села Андрусіїв, Вовкошів, Дружне. Існувало колективне господарство «Україна» — 4766 га землі, 3505 га — орної. У восьмирічній школі навчався 141 учень та працювало 14 вчителів. Діяли клуб, бібліотека, ФАП, відділення поштового зв'язку з телефонною станцією.
Перша згадка про село датується 1577 роком. У 1877 році селяни сіл Липок і Вовкошева самовільно зорали 100 десятин поміщицької землі, приїхав Волинський губернатор і ввівши війська землі повернули власниці.
Радянську владу було встановлено у січні 1918 року. У 1940 році було організовано вищезгаданий колгосп.
На фронтах німецько-радянської війна билися проти гітлерівців 63 жителі села, 21 з яких загинув. 57 воїнів нагороджено бойовими орденами і медалями.
Від часів монголо–татарського лихоліття західноукраїнські землі, мабуть, не бачили такого страшного спустошення, якого вони зазнали з вересня 1939 року до червня 1941 року.
Важко підрахувати, скільки десятків тисяч було репресовано на Рівненщині. А скільки розстріляно без суду і слідства. Саме через це значна частина населення в появі німецьких військ хотіла бачити визволителів.
Молодь села Липки не хотіла миритися з німецькими порядками. Разом із іншими юнаками став на боротьбу з німцями 19-літній Євген Нечипорик. Народився він у 1922 році в селі Липки в селянській родині. Крім Євгена в сім'ї був ще молодший брат Микола та дві сестри.
Родина була працьовита. Понад усе любила рідну землю, свою Україну. Не якісь особисті інтереси покликали Євгена, якого в селі звали Женькою, до повстанців. Він ніс у серці виміряну думку про вільну, незалежну Україну. Як показав час, у неймовірно важкій боротьбі за неї, він лишився до кінця вірним своїй совісті, своїм ідеям, свідомо поклавши на вівтар свободи найдорожче — життя.
Судити когось за минуле у позиції сучасності дуже легко, але дуже тяжко при цьому судити справедливо. Євген вступає в загін УПА. Разом зі своїми однодумцями вони здобувають у німців зброю, влаштовують засідки поблизу мосту с. Горбаків, так як в повстанських загонах не вистачало не лише зброї, але й іншого спорядження, одягу, грошей.
Восени 1942 року загін уже діяв в районі Мізоча. Над лісом на невеликій висоті часто пролітали німецькі літаки. Євген, прикріпивши кулемет до берези, чекав наступного літака. І ось почулося характерне ревіння двигунів. Пролунала довга кулеметна черга. Літак якось неприродно хитнувся, і впав, не загорівшись. Повстанцям дісталося багато медикаментів, зброї, харчів.
Настав 1944 рік. Німецька навала відступила. У селах лютували енкаведисти. У Липки не один раз навідувалися групи Гарбузова, Кірюшина, Коваленка, Садеча, Шебелінова. Зі своєю невеличкою групою Євген несподівано з'являвся то в одному то в іншому місті Рівненщині. Він тепер має псевдонім «Дума». У Мізоцькому районі група потрапляє в оточення енкеведистів, але виходить з отчення живим та неушкодженим. Євген—"Дума" ставав грозою для енкеведистів. Дуже старався переманити його на свій бік, а якщо ні, то полонити або вбити лейтенант Гарбузов. Очевидно, надіявся отримати за це винагороду, та підвищення у званні. Кілька років переслідував повстанця. Розпитував багатьох односельчан, пускав у хід обіцянки, погрози залякування. Нарешті, знаючи, що Євген часто навідується до батьків, за одягом, харчами, прибув туди підводами і пограбував усе майно родини Євгена.
В жовтні 1946 року в селі Чудниця Євген вбиває Гарбузова.
У цьому ж 1946 році була заарештована молодша сестра Євгена, а трохи пізніше — батько. Євген довідався, що батько знаходиться в Тернополі у в'язниці. Придбавши необхідні документи, та форму енкаведиста він з'являється в камері в'язниці. Провідавши батька та зваживши обстановку, Євген розуміє, щоб забрати звідси батька, потрібно добре підготуватися. У тій же формі енкаведиста Євген часто буває в Рівному, Гощі. Щоб вивідати потрібну інформацію заводив знайомства з чиновниками. Роздобуту інформацію передавав в повстанський загін. Його загін потребував зброї, гранат, боєприпасів. Якось, після довгого переходу, повстанці відпочивали на хуторі Забара, поблизу Липок. Темніло. Не чекаючи небезпеки, до хати господаря зайшла група енкеведистів на чолі з Коваленком. «Не бійся, — сказав Євген господарю, — непомітно виклич на подвір'я Коваленка». Після короткої розмови Коваленко виніс диски з патронами, гранати, і видав групі «Думи». Повстанці мирно відійшли. Як розповів житель села Володимир Довгалець, Коваленко за це дістав 20 років ув'язнення.
При згадці про «Думу» енкаведисти казилися. Повсюдно розставляли пастки, вербували нових донощиків — зрадників. Ніякі методи спіймати або вбити «Думу» не давали результатів. За голову невловимого «Думи» було оголошено велику на той час (1949 р.) грошову винагороду — 35 тисяч карбованців. І невдовзі зрадники знайшлися. Захотілося кривавих грошей.
5 серпня 1949 року. Не знали тоді Євген Нечипорик і його товариші, що знайома стежка, яка вела від села Мнишин до села Гориньград, відрахувала останні кроки в їхньому житті. Ще звечора півсотні енкеведистів засіли в хащах вздовж Горині біля с. Гориньград. Ніхто не знав про небезпеку. Полудень. Троє молодих, струнких хлопців вже біля правого берега. Тримаючи в одній руці верхній одяг і автомати, почали перепливати річку.
Заторохкотіли автомати, постріли з гвинтівок, важко пораненого Євгена друзі підхопили й понесли, сподіваючись вибратись  з оточення. Почався нерівний бій. Хлопці ведуть прицільний вогонь. Падають вороги, скоро скінчилися набої. Енкаведисти про це дізналися одразу, кинулися до того ж місця звідки вів вогонь Євген. Та прорахувалися. Вибух гранати розкидав їх в різні боки. В обоймі пістолета лишився останній патрон. Пролунав постріл… Скінчилося життя героя. Прийми, Україно, в пам'яті вічної слави полум'яного патріота України — Євгена Андрійовича Нечипорика — «Думу».
Тіло героя кинули на віз, і повезли на «опознаніє». Самі собі не вірили, що перед ними він — невловимий.
До райцентру Межирічі доставили з в'язниці батька: — Твій син? — Мій, — відповів батько.
Енкеведист вдарив батька прикладом у груди. Не дав доказати, не дав попрощатися з сином. Вночі невідомі патріоти, ризикуючи життям, викрали тіло повстанця, і таємно поховали.
Прости Україну. За неї

Ти воїном «Думою» став,

За правди знамено святеє,

Останню кулю прийняв.

Вона ж прокляла твого сина,

Покрила вінком забуття,

Тому і каралась донині,

До світлого дня каяття.

Прости її, рідну, прости……
12 червня 2020 року, відповідно до розпорядження Кабінету Міністрів України № 722-р від «Про визначення адміністративних центрів та затвердження територій територіальних громад Рівненської області», увійшло до складу Гощанської селищної громади.
19 липня 2020 року, в результаті адміністративно-територіальної реформи та ліквідації Гощанського району, село увійшло до складу новоутвореного Рівненського району.
Текст про історію села Липок взято з нарису Івана Шишка «З дупла старої липи» (Гоща, 1995)
       Село Липки бере свій початок із сивої давнини, коли наші землі зазнавали частих нападів татар. Старожили розповідають, що слов'янське поселення Селище, яке прилягало до липового лісу, було повністю спалене татарами. Ось тоді окремі мешканці вирішили заглибитися в липовий ліс і тут спорудити свої хатки. Так було покладено початок хутора, а пізніше — села Липки. Отже, назва походить від липового лісу. Першим поселенцем був Скоробагатий, одинокий чоловік, що мав міцне здоров'я і відважну вдачу. На Великдень він зібрався в церкву до сусіднього села, щоб освятити паску. У цей час у лісі появилось 12 татарських вершників. Селянин заховався в дупло старої липи і спостерігав за вершниками. Вони під'їхали до його хатини, передній зліз із коня й попрямував до дверей.. Коні почали пастись. Коли вони нагинали шиї, нагинались і вершники, піднімали голови — випростувались і вершники. Селянин переконався, що це опудала в татарській одежі. Він непомітно підкрався до своєї хати й убив татарина. Заволодівши кіньми й награбованим скарбом, що був на конях, старий розбагатів. Ось чому його прозвали Скоробагатим. Із таким прізвищем сім'ї й понині проживають у селі. Очевидно, вони є нащадками того селянина.
       У литовсько-польських документах перша згадка про село, як подає нам «Історія міст і сіл УРСР, Ровенська обл.», датована 1577 роком.
     У 1723 р. значна частина території сучасної Рівненщини потрапляє до рук польського магната Любомирського. В його руках опинилось і село Липки. З уст в уста передається  розповідь, що Любомирський виміняв у поміщика села Невіркова, що за 5 км від Липок, на своїх гончих собак декілька кріпацьких сімей. Так у Липках появилися кріпаки з прізвищем Невірковець.
    У 1841 році в селі збудовано церкву Святої Параскевії, названої П'ятницькою. За даними Волинської єпархії, церква в 1858 році володіла 34 десятинами орної землі, 21 десятиною сінокосів і городом у 2 десятини (Теодорович М. И. Историко-статистическое описание церквей и приходов Волынской епархии", т.2, стр. 538—539).
     Перед реформою 1861 року поміщицьке господарство в Липках очолює один із нащадків Любомирських — Мікулич-Радецький… Із документів, що є в краєзнавчому музеї (установна грамота, карта земельних наділів, акт розподілу землі) видно, що селянам Липок у 1861 році в наділи відводилося 894 дес. землі. Після царського указу 1863 р. до цієї кількості ще було додано 65 дес. Отже, в кінцевому результаті для наділів відводилось 959 десятин, а оброк становив 1482 руб. У 1865 році царизм ще пішов на значне пониження земельного викуп на 45, 38 %. Одержали свої наділи селяни аж у 1869 році.
    У 1887 році  селяни Липок і сусіднього Вовкошева самовільно заорали 100 десятин поміщицької землі, а повернули їх власнику, коли були введені війська і приїхав волинський губернатор.
   У пореформені роки було утворено Липківську волость, яка входила до складу Ровенського повіту. У Липках на 1866 рік не було жодного грамотного селянина. Свідченням цього  є складена  в 1866 р. карта земельних наділів селянам, які звільнялись із кріпацтва. У лівому верхньому куточку карти записано: «1866 года октября 25 дня настоящий план нам, крестьянам села Липок, предъявлен и на него изъявляем свое согласие. Уполномоченный по приговору Иван Овод, Матвей Головайчук, Андрей Ковальчук, Александр Невирковец, Яков Невирковец, а за них, неграмотных, по уполномочию расписался приходской священник Виталий Кондратович». З акту про одержання земельних наділів у 1869 р. видно, що і сільський староста Павло Хоменчук та старшина Липківської волості Володимир Невірковець також були неграмотні, бо проти їхніх прізвищ відсутні підписи. В цьому акті зазначено, що «уполномоченные общества крестьне-собственники села Липок Прокофий Невирковец, Артем Невирковец, Исидор Юрчук и Иван Грабик, а за них, неграмотных, расписался по личной просьбе с дачей пера унтер-офицер Николай Лящук».
   Боротьба за школу в селі була довгою і впертою. Чимала роль належить солдату Івану Невірковцю, учаснику російсько-турецької війни на Балканах у 1877—1878 роках, де він воював поруч із народниками. Повернувшись із Георгіївським хрестом, Невірковець разом з іншими селянами вимагали від місцевого священника згоди на відкриття школи про церкві. Та не отримали.  За непокору Івана висилають у Сибір. І лише в 1885 році селяни Липок домоглися дозволу на відкриття школи в селі. Приміщення школи нагадувало тодішню добротну хату з однією класною кімнатою та квартирою для вчителя. У 1984 році це приміщення було знесене.
    У 1908 р. церковно-приходська школа стає двокласною з шестирічним терміном навчання. Учні, які провчилися 4 роки, могли  стати учнями першого класу, наступного року — другого. Після їх закінчення окремим обдарованим дозволялось уступати на тримісячні курси підготовки вчителів у Кременці. На таких курсах перед першою світовою війною побували Іван Миронович Чумак, Олександр Юрійович Якимчук, Пилип Филимонович Лащук, Пилип Федорович Якимчук. Останній із них зумів стати вчителем, першим у селі. При Почаївській лаврі у двокласній учительській школі навчався Роман Сидорович Нечипорик, який працював учителем, та помер від туберкульозу.
   Російсько-японська війна 1904—1905 років глибоко торкнулась сім'ї М'ялюків, син котрих служив на кораблі «Новиков». Під час бою корабель був потоплений, екіпаж загинув. Священник відправив за Андрієм панахиду, але він урятувався на морі, а царський уряд викупив своїх полонених. У час революції 1905—1907 р. на броненосці «Потьомкін» проходив військову службу Петро Флорович Невірковець, за яким у селі закріпилась вулична назва «потьомкінець».
   Багатьом чоловікам довелося воювати на фронтах першої світової війни, серед них і Євдоким Павлович Нечипорук. Змалку наймитував пастухом у заможних людей, як підріс, то жав і молотив чужий хліб. За що воював на фронтах першої світової, так і не зрозумів. Єдиною нагородою за службу був важкий осколок ворожого снаряда в груди. Звістку про повалення царського самодержавства зустрів у госпіталі в Ростові. Як трохи зарубцювались рани, рушив додому. Буваючи по дорозі в багатьох містах, бачив, як народ пробуджується і прагне бути вільним. У рідному селі за його порадою було обрано сільський комітет у складі восьми чоловік. Головою обрали Євдокима Павловича. У жнива 1917 р. домоглися про вищу оплату праці в поміщика Радецького. Восени Радецький теж поступився селянам у ціні за копання картоплі, але втік із села. Селяни за порадою Нечипорика Євдокима викопали картоплю, розділили панське добро, крім будівель. Коли розподіл був завершений, дружина Марина здивовано запитала чоловіка:
-         А чому нам нічого не перепало з панського майна?
Євдоким зніяковіло відповів дружині:
-         Та вже якось вийшло, що я про себе забув.
З Петрограда поширилась чутка, що до влади прийшли більшовики. По сусідніх селах біднота ділила панську землю. Комітетчики Липок не зробили цього, Євдоким запропонував перенести це питання на весну. Весною 1918 р. в Україну прийшли німці, а з ними прибув і поміщик Радецький. З участю німців і гайдамаків зігнав селян на луг до ставу і запропонував повернути йому худобу. Тут же були заарештовані комітетчики, яких відправили в панський двір. Кожному було дано по 30 паличних ударів. Дісталося тоді і Євдокимові, який два тижні не міг підвестися з ліжка. А коли півівся, пан примусив іти в селянські хати і збирати гроші, щоб купити коня, бо під час відсутності пана стара коняка загинула.
У 1918 р. повернувся з війни Нечипір Архипович Невірковець із Георгіївським хрестом. А в сусідньому Андрусієві повернувся матрос крейсера «Аскольд» Павло Петрович Омельчук. Гетьманщина, яка прийшла на зміну Центральній Раді і підтримувалася німцями, не користувалась авторитетом широких кіл українського народу. Звістка про повалення влади Скоропадського і встановлення директорії в селі була відзначена селянським мітингом. Уряд Директорії 22 січня 1919 р. на майдані Софіївського собору в Києві проголосив акт з'єднання Української Народної Республіки із Західною Українською Республікою — акт злуки. Ця подія також була відзначена липківчанами сільським мітингом біля ставка. На мітингу виступили Нечипір Невірковець, Павло Омельчук і Євдоким Нечипорук.
Директорія довго не протрималась. Під тиском більшовицьких військ уже 4 лютого 1919 р. вона залишає Київ, а згодом емігрує на Захід. Ось тоді-то, в липні 1919 р., на засіданні земельної комісії Ровенського повіту було прийнято рішення про виділення з державного фонду земель для організації «радянських господарств», де значилось: «имение Липки Межирицкой волости площадью земли в 150 десятин». Правда, дане господарство не було організоване, бо панська Польща потиснула більшовицькі сили.
Майже два десятиліття Липки перебували під владою Польщі. Відбуваються протести селян проти намагання пана Радецького привласнити прибережні біля ставка людські сінокоси, мотивуючи свої дії тим, що вони не ввійшли до селянських наділів під час ліквідації кріпосного права. Судовий процес тривав кілька років. Лише завдяки тому, що селянам удалося роздобути через польське посольство із Житомирського архіву копії документів про кріпосну реформу в Липках. Це була велика перемога сільської громади. Особливу роль у цьому відіграв тодішній староста села Петро Федорович Головайчук. Він зумів зберегти цінні документи й передати в 1969 році до музею.
    За панської Польщі значно розширилася площа села. Появились вулиці Могилянська, Мар'янівка, хутір Рудка. А хутір Забара в 1939 році мав 10 хат із великими хатами й пасіками. Основна маса селян жила убого, була безграмотною. Навчання проводилося в хаті, збудованій у 1885 р., з однією класною кімнатою, тож за домовленістю з окремими господарями навчання проводилося в  хатах Семена Ковальчука, Володимира Невірковця, у попівській хаті. У кінці 30-х років у центрі села побудоване приміщення «Просвіти», де можна було прочитати українську літературу. Молодь, що відвідувала «Просвіту», брала активну участь у церковному хорі. У кінці 30-х років церковний хор із Липок був одним із найкращих у Волинському воєводстві. Йому випала честь виступати у Варшаві.
    У вересні 1939 року на нашу територію вступила червона армія. Місцевий поміщик зумів завчасу залишити свій маєток і відбув у напрямку Львова. Панський палац нові власті віддали під школу, яка стала семирічною. Першим директором її став учитель Гудич. Але цей позитивний факт був затьмарений тим, що один із кращих учителів Микола Бакиновський, який навчав школярів ще при панській Польщі, був безпідставно заарештований і відправлений у в'язницю. Слідом за ним така ж доля спіткала дяка сільської церкви О.Мендюка. Обох їх було звинувачено в націоналізмі.
  В 1940 р. в селі розпочато агітацію про організацію колгоспу. В той же час із села виселено в Сибір  чотири сім'ї — П. Невірковця, О. Сорокопуда і сім'ї посаджених у в'язницю О. Мендюка та М. Бакиновського. (Виселено Єлизавету Сорокопуд із дочкою Валентиною, дружину вчителя Бакиновського Марію Володимирівну, священника Петра Невірковця із дружиною та 5 синами — авторка Н. Т.)
  Страх певною мірою вплинув на селянську масу, і 62 сім'ї поступили в колгосп. У більшості це були найбідніші селяни, окремі з них вірили в можливий добробут. Головою колгоспу вибрали Василя Матвійовича Невірковця. Колгосп названо «Паризька комуна». В архівних документах підкреслено, що колгосп мав 716 га землі, в тому числі 632 га поміщицької і 34 га церковної.
  Великим випробуванням для жителів села була війна з фашистською Німеччиною. Вже 6 липня 1941 року гітлерівські війська були на території села. Їх навіть зустріли хлібом і сіллю, бо надіялись, що вони несуть волю українському народу. Але коли ними був розігнаний український уряд, що сформувався 30 червня 1941 року у Львові, а згодом запалали села, почалися розстріли безневинних, селяни, як і весь український народ, зрозуміли, що фашизм несе рабство, смерть і з ним потрібно вперто боротися.
  У роки війни більше 60 жителів села із зброєю в руках захищали країну. На фронтах загинуло 23 односельчани. (У наступних дослідженнях Шишка з'явилась цифра 30 загиблих — авторка Н. Т.).
  14 січня 1944 р. Липки були звільнені від німецької окупації. Перші післявоєнні роки для західних областей України, і в тому числі для Липок, були роками відбудови та великих сліз і горя. Час із 1945 по 50-і роки тодішня влада називала «боротьбою з бандерівцями». Пішли масові репресії, переслідування, арешти, судові процеси. Ті, що старались переховатись або зі зброєю в руках  себе захистити, гинули в нерівній боротьбі. Із Липок більше 20 чоловік були посаджені у в'язниці на різні строки ув'язнення. Багато з них загинули в таборах смерті в Сибіру та на Уралі. В одному таборі смерті загинув і священник Липок Бичковський, якого було заарештовано в 1946 році і звинувачено у зв'язках з ОУН.
  За період з 1946 по 1950 роки з Липок було виселено 22 сім'ї в східні райони тодішнього Радянського Союзу. Це були сім'ї засуджених або звинувачені в зв'язках з ОУН та УПА, визнані ненадійними для «нових порядків».
   Свою історію має і школа в післявоєнний час. Приміщення панського палацу, в якому навчалися діти в 1939—1941 рр., було знищено в час війни. А тому діти з 1 вересня 1944 р. навчаються в старому приміщенні школи — будинку, збудованому для школи в 1885 році.
   У 1948 році розпочате будівництво нового приміщення школи, яке вступило в дію в 1950 р. Першим директором школи після війни був Василь Федорович Козубський, який багато доклав зусиль, щоб охопити навчання всіх дітей шкільного віку.
   У 1968 р. діти Липок одержали нове шкільне приміщення з дев'ятьма класними кімнатами та спортивним залом. Велика заслуга в цьому належить директору школи, заслуженій учительці України Ніні Іванівні Якимчук та тодішнім головам колгоспу Михайлу Глеку та Тимофію Ящуку.
   Після війни в селі відновився колгосп «Паризька комуна». Згодом він з'єднався з двома сусідніми і дістав назву «Україна». В історії колективного господарства є багато важких сторінок. Жителі розповідають, що в 1950 р. господарство не зуміло забезпечити худобу кормами, а тому з окремих приміщень здирали стріху, щоб догодувати худобу до появи зелених кормів.
   У 1958 р. колгосп ліквідував на території села два вітрових млини, що мололи зерно людям. За вказівкою районних властей у селі був розібраний будинок священика, який тимчасово пустував, а будинок дяка відданий під медичний пункт. У наші дні останній повернутий церкві.
   Гірка доля спіткала і скит, що був у районі села і належав Почаївській Лаврі. Радянська влада стерла його з лиця землі. Але місце це не забули люди, бо тут вирує джерельна криниця, до якої йшли і йдуть віруючі, надіючись на цілющі властивості цієї водиці. Зараз тут розпочаті великі роботи по спорудженню монастиря.

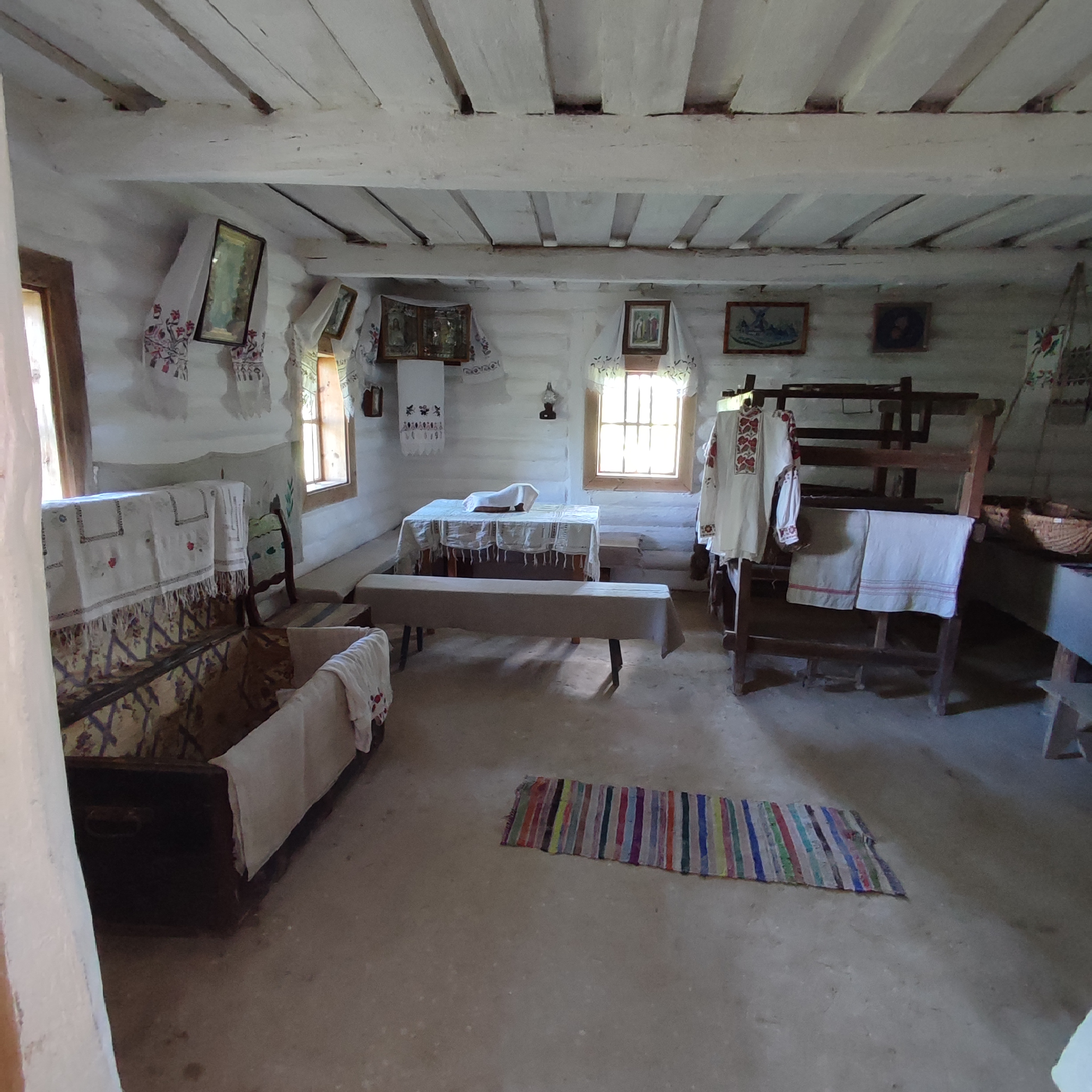
Хатина, Липки, 2023

   Багатющий матеріал зібрано в шкільному краєзнавчому музеї. Зібрані матеріали дозволили організувати і «Кімнату-музей хліба». Краєзнавцям виявилось цього мало. Вони відшукали пенсіонерів-будівельників, які збудували на території шкільного подвір'я типову селянську хатину XVIII—XIX ст., що стала музеєм під відкритим небом. Тут все так, як було колись у селянській хаті. Довгі лави стоять уздовж стін. Від печі до протилежної стіни протягся дерев'яний полик, на якому спала сім'я. В одному кутку розмістилася скриня, в якій зберігався одяг.  У центрі кімнати стоїть великий горизонтальний ткацький верстат. У сінях хати стоять ступа, жорна. У коморі висять солом'яні коробки для розсіву зерна, є також солом'яник для сала, ціп, серп та інші селянські речі, які були необхідними атрибутами життя селянина.
      Звичайно, по-іншому пишеться історія сьогодення. Липки — красиве село, в якому проживає 520 чоловік. Окрасою села є будинок культури, церква, багато виробничих приміщень місцевого колективного господарства, а також оселі липківчан. Ось так із дупла старої липи пішло коріння родоводу липківчан.
 Примітки авторки публікації Надії Ткачук. На цьому Шишко Іван Федорович  поставив крапку в дослідженні історії Липок від давніх часів до 1995 року, виходу найпершого краєзнавчого дослідження на терені Гощанщини. Продовження розпочатої роботи сільського ентузіаста видрукувані окремими виданнями «Липківські родоводи» (2001 р.), «Незабутні уроки» (2002 р.) а після його смерті –окремі статті у збірниках «Святе джерело» (2005 р.), «Уклін землі і людям» (2006 р.), «Живи і возрадуйся, роде наш красний» (2007 р.), видані дружиною Ніною Іванівною.

## Населення

### Мова
Розподіл населення за рідною мовою за даними перепису 2001 року:
| Мова       | Кількість | Відсоток |
| ---------- | --------- | -------- |
| українська | 497       | 99.6%    |
| російська  | 2         | 0.4%     |
| Усього     | 499       | 100%     |

## Відомі люди
- Лащук Юрій Пилипович — український мистецтвознавець.
- Неверковець Андрій — керівник Затурцівського надрайонного проводу ОУН, лицар Бронзового хреста заслуги УПА.
- Іван Федорович Шишко[7]
- Євген Нечипорик (Дума)

## Галерея

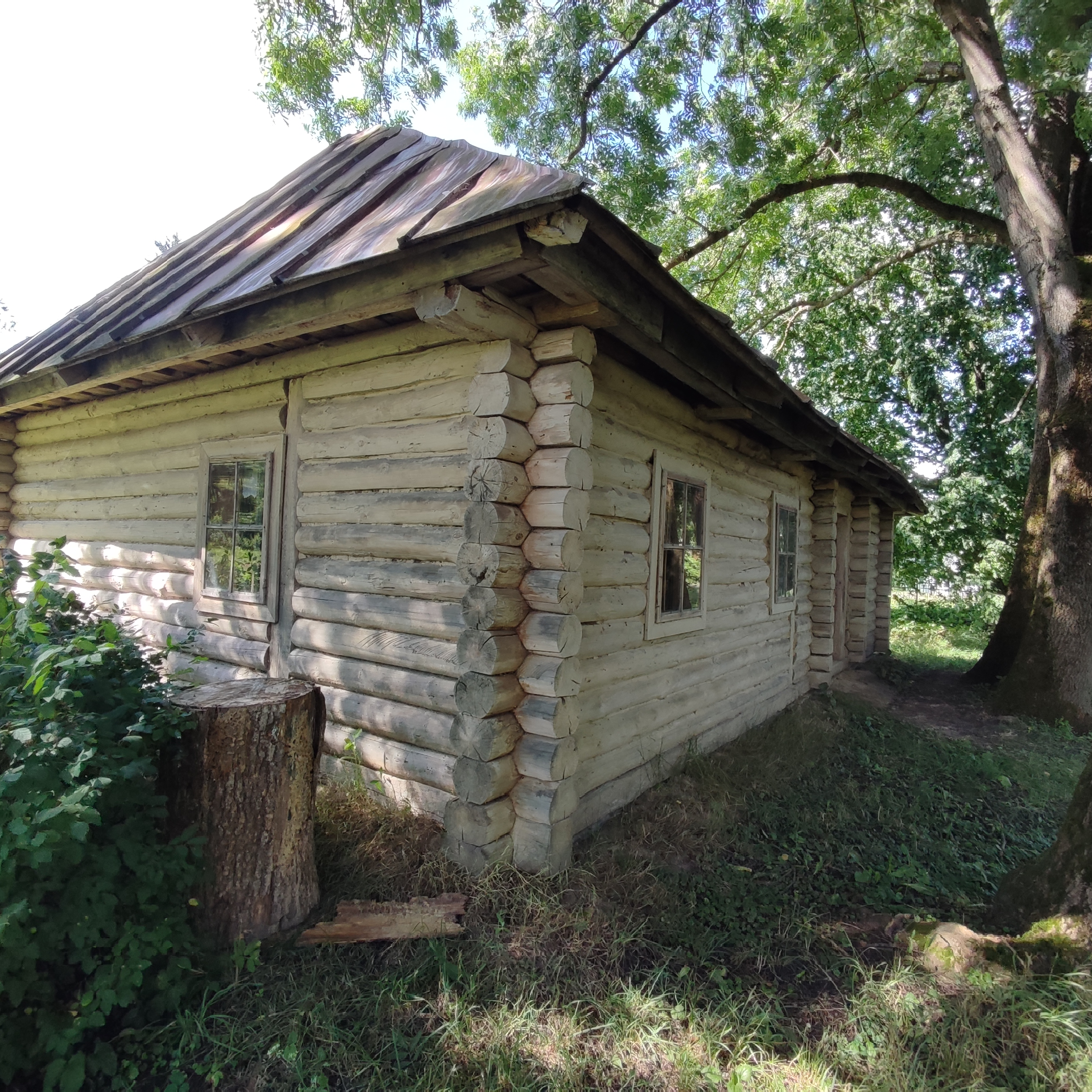
Музей-садиба

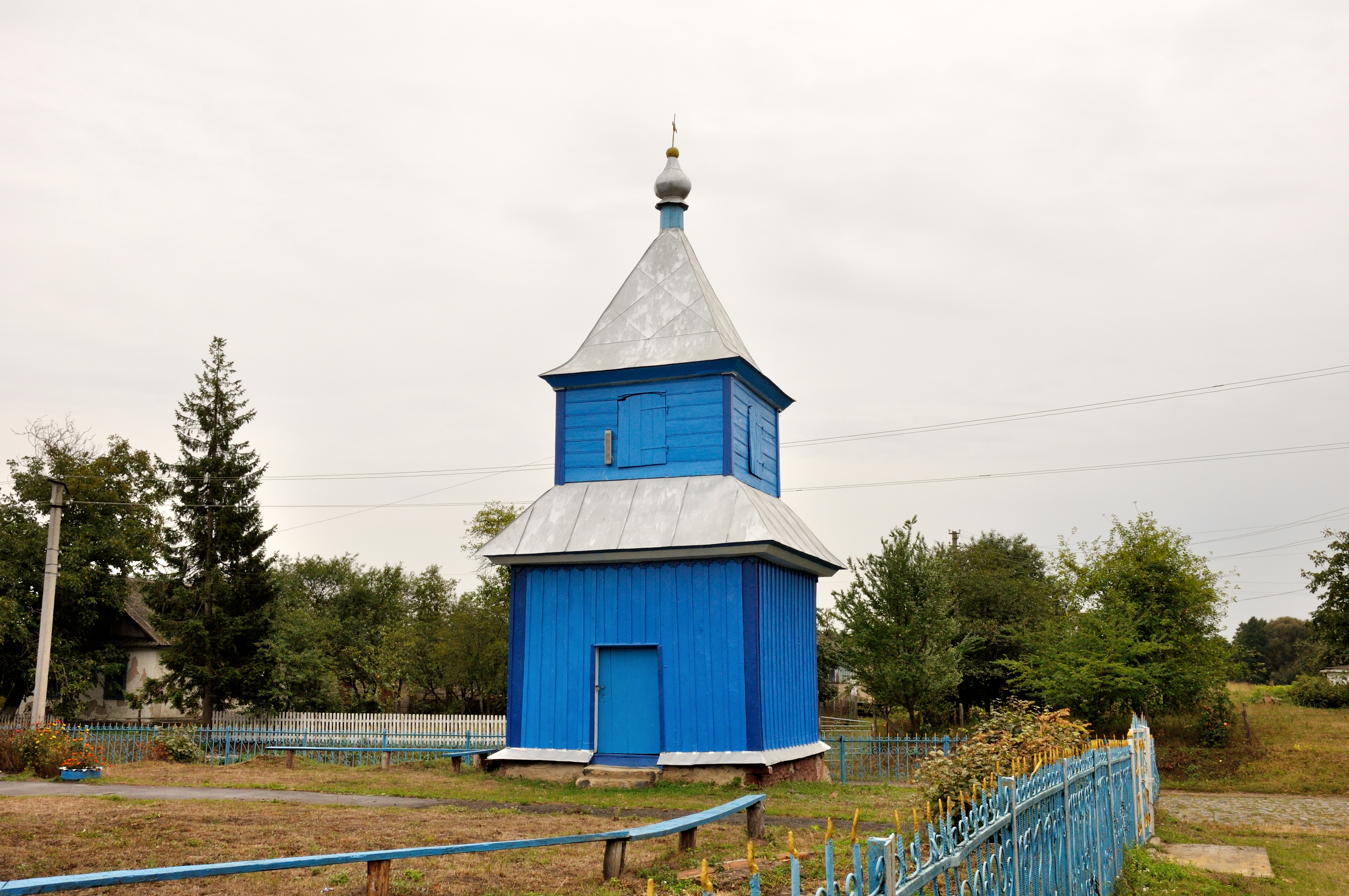
Дзвіниця